# Hanbali
Hanbali är en av de fyra sunnitiska rättskolorna (madhhaber). Den grundades av Ahmad bin Hanbal (död 855) och är en av de åtta rättsskolor vars giltighet erkänns i Ammanbudskapet.
Hanbali är den minsta av de fyra stora rättsskolorna, hanafi, maliki, shafi och hanbali. Hanbali har sedan mitten av 1800-talet varit dominerande i Saudiarabien och Qatar. Dessförinnan hade hanbali inget geografiskt stadsfäste, men var dock representerad bland de fyra rättskolorna. Hanbali kan uppfattas som mera strikt i sin relation och tolkning av Koranen än de andra tre skolorna. De fyra rättskolorna bör dock inte placeras på en skala från liberal till strikt, då de olika rättskolornas uppfattning varierar i olika frågor och sammanhang. I modern tid har den hanbalitiska rättskolan har fått avsevärd betydelse då den inspirerat den wahhabitiska rörelsen och därför kommit att dominera i Saudiarabien och dess omfattande och påkostade missionsarbete. Genom detta har skolan även, åtminstone indirekt, påverkat rättstolkningen inom upprorsrörelser som al-Qaida och Islamiska staten.
Vidare bör en viss försiktighet betonas rörande skillnaden mellan de traditionella rättstolkningarna och ”nyreligiösa” radikala rörelser av typen salafiska, till vilka de flesta jihadistiska strömningar tillhör. Medan det finns en intellektuell samsyn mellan hanbaliska (där wahhabitiska utgör en del) lärde och salafister, utgör de senare en sorts uppbrott med intergenerationell teologisk rättstolkning över huvud taget. Detta yttrar sig inte minst genom konkreta politiska och militära konflikter mellan dessa, och väpnade salafister tenderar se den hanbalitiska tolkningsskolan som likaledes illegitim.